# Das blaue Fenster
Das blaue Fenster war eine Fernsehsendung des Deutschen Fernsehfunks, die zwischen 1982 und 1990 monatlich im DDR-Fernsehen lief. Es liefen 99 einstündige Sendungsausgaben.
Die Moderation übernahm seinerzeit Herbert Köfer. In der Sendung erinnerte er mit diversen Fernsehausschnitten und Reminiszenzen an die Anfänge des DDR-Fernsehens, an denen Köfer selbst entscheidend beteiligt war.
Ab Februar 2018 war der Moderator Herbert Köfer mit einem Bühnenstück zur Fernsehsendung auf Tournee.